# Jovan Dučić
Jovan Dučić (v srbské cyrlici Јован Дучић; 17. února 1871 – 7. dubna 1943) byl srbský básník přelomu 19. a 20. století.

## Biografie
Původem byl z Hercegoviny, z Trebinje. Stejně jako řada jeho vrstevníků studoval v zahraničí, v Ženevě. Pracoval v diplomatické službě nejprve Srbska a později Jugoslávie. Po napadení země Německem odešel do Spojených států, kde strávil zbytek života.
Spolu s Aleksou Šantićem založili literární časopis Zora, který se věnoval bosenskohercegovinské společnosti v dobách okupace vojsky Rakousko-Uherska. Dučić však na rozdíl od Šantiće přesedlal k tvorbě ovlivněné západními tématy a kulturou; národní prvky byly pro jeho poezii zcela cizí. V letech 1901 a 1908 vyšly jeho celkem dvě sbírky poezie. Kromě toho ale napsal také i několik děl prozaických, která se věnovala dalším srbským spisovatelům.
Jako básník byl velmi ovlivněn Vojislavem Ilićem, svým předchůdcem z konce 19. století, významnou stopu v jeho tvorbě však ale také měly modernistické vlivy. Dučićova tvorba plná nového stylu přinesla do srbské a jihoslovanské literatury ve své době jisté osvěžení a změnu. Na druhou stranu však vyvolala jisté překvapení až odmítnutí, neboť se věnovala především velkým tématům - překypovala abstrakcí až nekonkrétností. Sám Dučić se vyjádřil, že básník se může stát slavným a velkým jen tehdy, když se věnuje třem hlavním tématům - o lásce, bohu a smrti.